# Dinah Kohnstamm

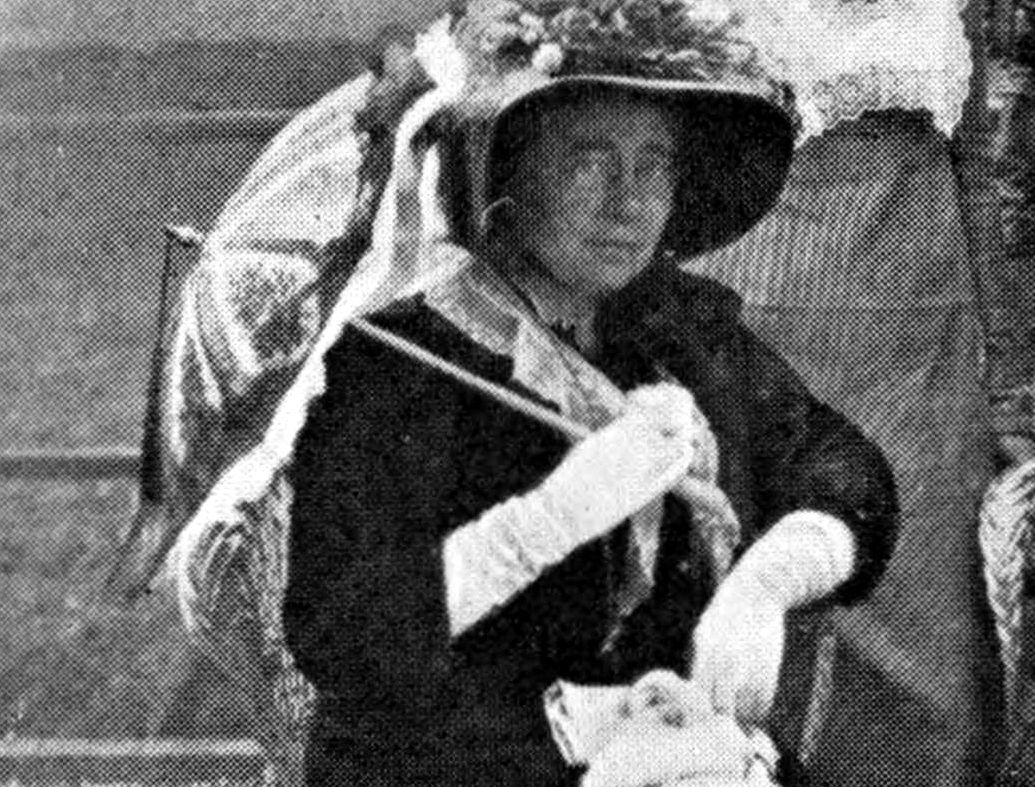
Dinah Kohnstamm im historischen Kostüm, 1913

Dinah Elisabeth Kohnstamm (* 21. August 1869 in Amsterdam; † 24. September 1942 im KZ Auschwitz) war eine niederländische Malerin, Zeichnerin und Kunsthandwerkerin.

## Leben
Dinah Kohnstamm war die Tochter des deutschen Bankangestellten Maijer „Max“ Kohnstamm (1836–1906) und von Sara Wertheim (1841–1922) aus Amsterdam. Ihre Eltern waren jüdisch, aber nicht religiös. Ihr Vater arbeitete für die Bank Wertheim & Gompertz, bei der sein Schwager Abraham Carel Wertheim Teilhaber war. Ab 1872 lebte er hauptsächlich in Deutschland, um in Sanatorien seine manische Depression behandeln zu lassen. Die Familie lebte daher abwechselnd in den Niederlanden und in Deutschland. Darum verbrachte Dinah Kohnstamm ihre Kindheit und Jugend gemeinsam mit ihren jüngeren Geschwistern Barbara „Betty“ (1872–1942) und Philipp Abraham Kohnstamm (1875–1951) in Bad Godesberg bei Bonn, dann im niederländischen Wageningen und von 1880 bis 1883 in Düsseldorf. Ab 1883 lebte die Familie wieder in Amsterdam, während Max Kohnstamm in Deutschland blieb. In den 1890er Jahren lebte Dinah Kohnstamm einige Zeit mit ihrer Mutter und ihrer Schwester in Wiesbaden, vermutlich um in der Nähe ihres Vaters zu sein. Durch ihre regelmäßigen Aufenthalte in Deutschland sprach sie perfekt deutsch.
Wann genau Dinah Kohnstamm begann, sich im Zeichnen und Malen ausbilden zu lassen, ist nicht bekannt, wohl aber, dass sie Unterricht bei dem Maler Martin Monnickendam hatte. 1898 begann sie Werke bei Ausstellungen einzureichen. Mit ihrer Mutter war sie 1906 in Hannover gemeldet, wo ihr Vater im selben Jahr starb. Zurück in Amsterdam wohnte sie mit ihrer Mutter in der Pension Wiederhold und beteiligte sich ab 1907 regelmäßig an Ausstellungen. Ab 1910 führte sie ein Album amicorum, in dem sich die Einträge vieler ihr bekannter Künstler und Künstlerinnen finden, darunter Martin Monnickendam, Jan Veth, Thérèse Schwartze, Henriette Ronner, Hendrika van Gelder und Max Liebermann. Um 1910 bis zum Jahr 1912 nahm sie Malunterricht in Berlin bei Leo von König, in der Malschule von Dora Hitz und bei Arthur Lewin-Funcke.

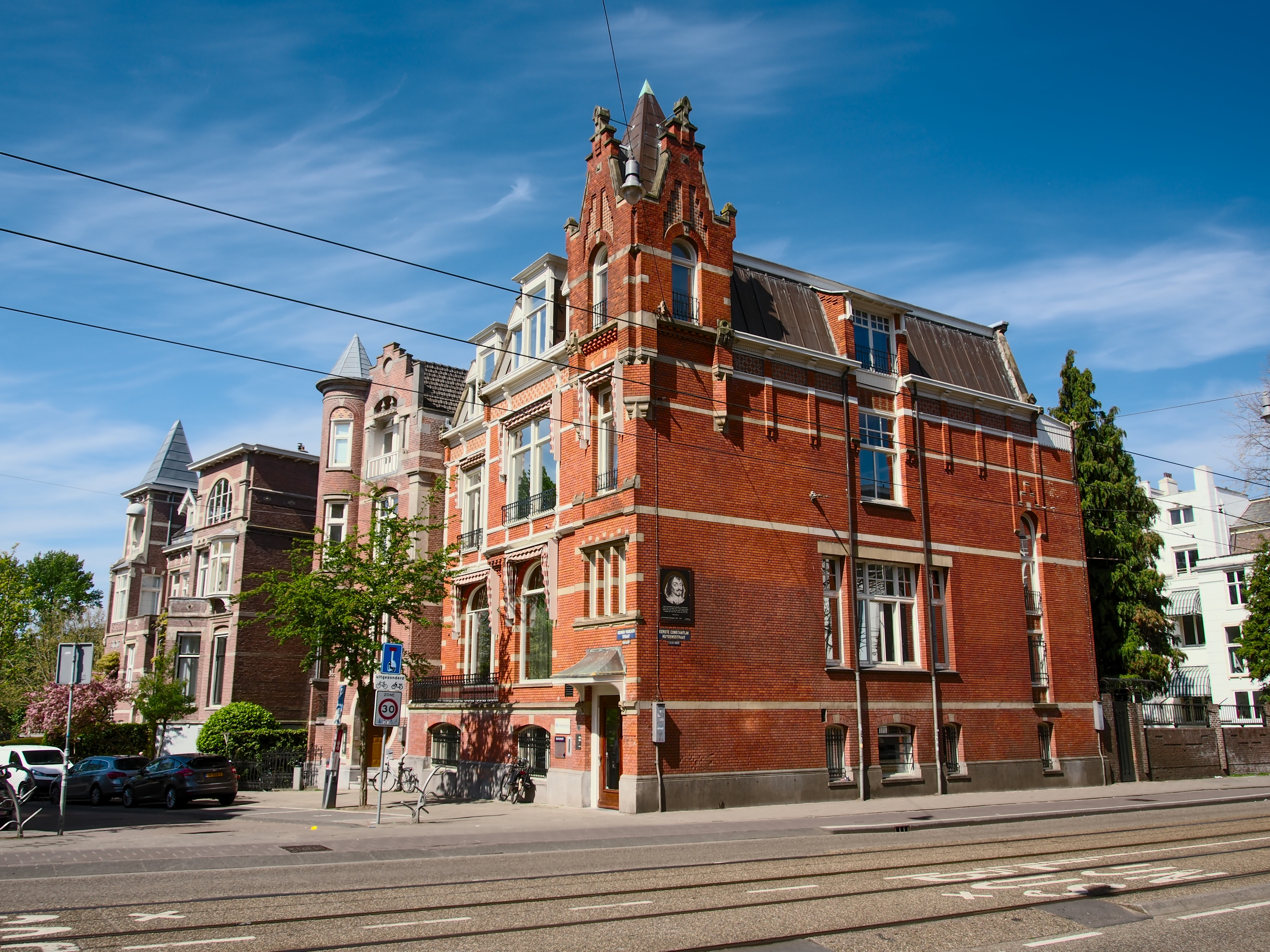
Roemer Visscherstraat 44

1918 zogen Dinah Kohnstamm und ihre Mutter nach Baarn, Den Haag, und zurück nach Amsterdam, wo sie zunächst in der Herengracht 615 wohnten, bevor sie sich in einer Pension in der Nicolaas Witsenstraat 12 niederließen. Ihr Atelier hatte sie in der Frederiksplein 26. Nach dem Tod ihrer Mutter 1922 wohnte sie bis 1933 in der Roemer Visscherstraat 44 bei ihrem Cousin Johann Gustaaf Wertheim und dessen Frau Adriana „Adrienne“ Roza Wertheim-Enthoven, den Eltern der Komponistin Rosy Wertheim. Nach dem Tod ihres Cousins zog sie 1933 mit Adrienne Wertheim in die Lairessestraat 6.
Im Jahr 1939 zog Dinah Kohnstamm zu ihrer Schwester Betty in die Euterpestraat 75-2 (heute Gerrit van der Veenstraat). 1938 trat sie in die Wiederhergestellte Reformierte Kirche ein. Im August 1940 zogen ihre Cousine Dina Benjamin und deren Lebensgefährtin Fanny van Raap bei ihnen ein. Ab dem Sommer 1942 führte Dinah Kohnstamm ein Tagebuch, aus dem hervorgeht, dass sie religiös war. Mit dem Beginn des Holocaust in den Niederlanden und den damit einhergehenden Deportationen von Bekannten ab Sommer 1942 dokumentiert das Tagebuch auch die wachsende Angst und Bedrückung der vier Frauen. Als ihre Schwester Betty und ihre Mitbewohnerinnen Fanny van Raap und Dina Benjamin am 18. September im Durchgangslager Westerbork interniert wurden, begleitete Dinah Kohnstamm sie, obwohl sie als getaufte Christin nicht mit dem Transport hätte mitfahren müssen. Zusammen mit ihnen wurde sie am 24. September 1942 im KZ Auschwitz ermordet. Ihr Tagebuch, das sie bis zu ihrer Deportation weiterführte, befindet sich im NIOD Instituut voor Oorlogs-, Holocaust- en Genocidestudies.

### Arbeit in Wohltätigkeitsorganisationen und für Fraueninteressen

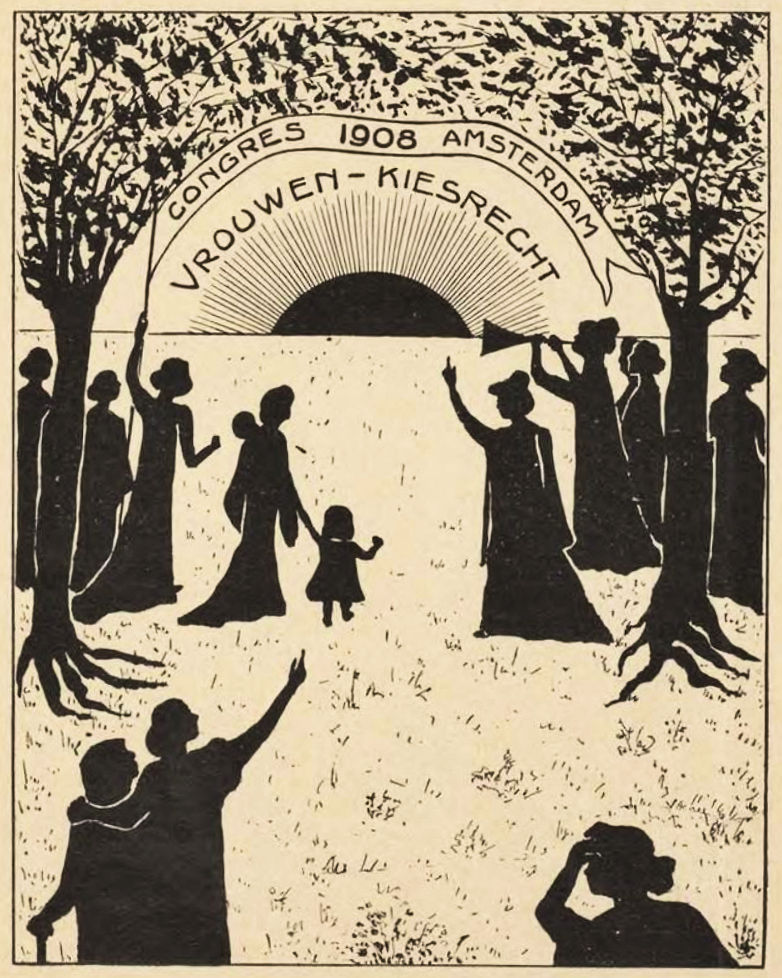
Programmhefts für die Konferenz des Weltbundes für Frauenwahlrecht

Im Jahr 1889 war Dinah Kohnstamm Mitglied eines Amsterdamer Damenhilfskomitees zur Verbesserung des Schicksals der Blinden. Während des Ersten Weltkriegs war sie im Vorstand des Algemeen Steuncomité (Allgemeinenes Unterstützungskomitee). Von 1913 bis 1925 war sie Vorstandsmitglied der örtlichen Zweigstelle der Tesselschade, einer Frauenvereinigung, die den Verkauf von Handarbeiten mittelloser Frauen vermittelte. 1916 spendete sie Arbeiten für eine Lotterie zugunsten notleidender Künstler und 1920 für den Jüdischen Nationalfonds. 1933 wurde sie Mitglied des Neutraal Vrouwencomité voor de Vluchtelingen, der aus Deutschland geflohene Frauen unterstützte und betrieb in dem für sie eingerichteten „Vereinshaus“ die Bibliothek und die Nähstube.
1908 gestaltete Dinah Kohnstamm das Cover des Programmhefts für den Congres Wereldbond voor Vrouwenkiesrecht (Konferenz der International Alliance of Women) in Amsterdam. 1913 arbeitete sie für die Ausstellung De Vrouw 1813–1913, wo sie am historischen Teil der Ausstellung mitwirkte. 1920 war sie Teil des Zulassungsausschusses für die Amsterdamer Jahresmesse für angewandte Kunst und Kunstgewerbe, bei der Frauen in dem Jahr am stärksten vertreten waren. Von 1920 bis 1929 gehörte sie dem Vorstand des Leesmuseum voor Vrouwen an und war 1923 an der Gründung des Nederlandsche Vrouwenclub beteiligt, wo sie 1924 in den Vorstand der Kunstkommission gewählt wurde und manchmal selbst ausstellte. Sie setzte sich für mehr Freiraum für Frauen ein und unterstützte, dass diese selbstständig und allein reisen könnten.

## Werk
Dinah Kohnstamm fertigte Lithografien, Linolschnitte, Aquarelle, Grafiken, Radierungen, Gemälde, Zeichnungen, Buchillustrationen und Kunsthandwerk. Die meisten ihrer Gemälde zeigen Stillleben im spätimpressionistischen Stil.
1898 reichte Dinah Kohnstamm einen Tischläufer und eine Pastellzeichnung für die Nationale Tentoonstelling van Vrouwenarbeid (Nationale Ausstellung für Frauenarbeit) in Den Haag ein. Im Jahr 1900 erschienen zwei Mädchenbücher mit ihren Illustrationen: Aan de bron von Thérèse Hoven und Mijn twee vriendinnen von Truida Kok. 1907 nahm sie mit Stillleben an Ausstellungen teil und 1907 erschien ihr bunt illustrierte Bilderbuch „Pukjes Droom“, das sie für eine Nichte gemacht hatte. Im selben Jahr wurde es in der deutschen Übersetzung als Ellen’s Traum veröffentlicht. Zunehmend widmete sie sich auch dem Kunsthandwerk in Form von Stickereien und handbedruckten Stoffen, Lampenschirmen, Teewärmern, Teppichen, Taschen und Tassendekoren. Ebenso ist ein von ihr bemalter Paravant dokumentiert. Sie verwendete unter anderem Linolschnitt, Batik und Maltechniken. Sie gestaltete avantgardistische handbedruckte Stoffe und ließ zahlreiche Stoffentwürfe mit mehrfarbigen expressiven Motiven in Linolschnitttechnik patentieren.
Dinah Kohnstamm war Mitglied der Künstlervereinigungen Arti et Amicitiae, De Onafhankelijken und der Kunstenaarsvereniging Sint Lucas in Amsterdam und beteiligte sich regelmäßig an den Mitgliederausstellungen. Werke von ihr befinden sich unter anderem im Joods Museum in Amsterdam, dem Rijksprentenkabinet des Rijksmuseum Amsterdam und dem Stedelijk Museum in Amsterdam.

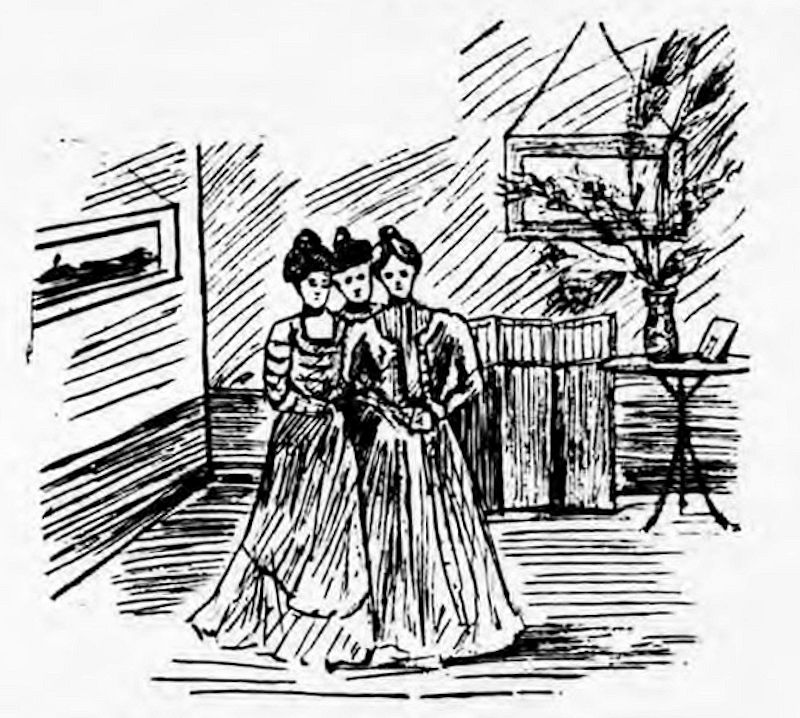
Zeichnung für Aan de bron, 1900
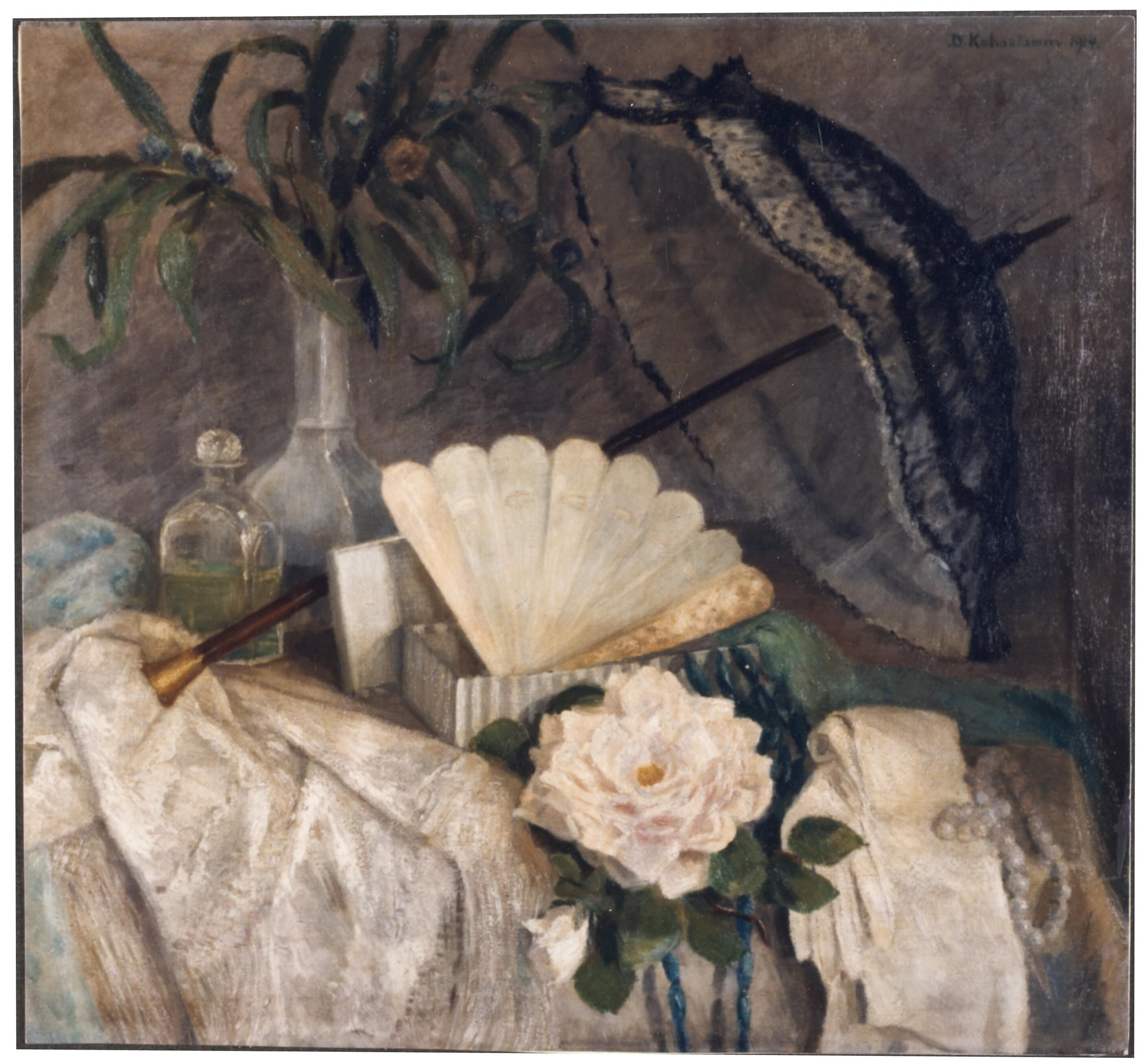
Stilleven met een waaier en een parasol, 1914
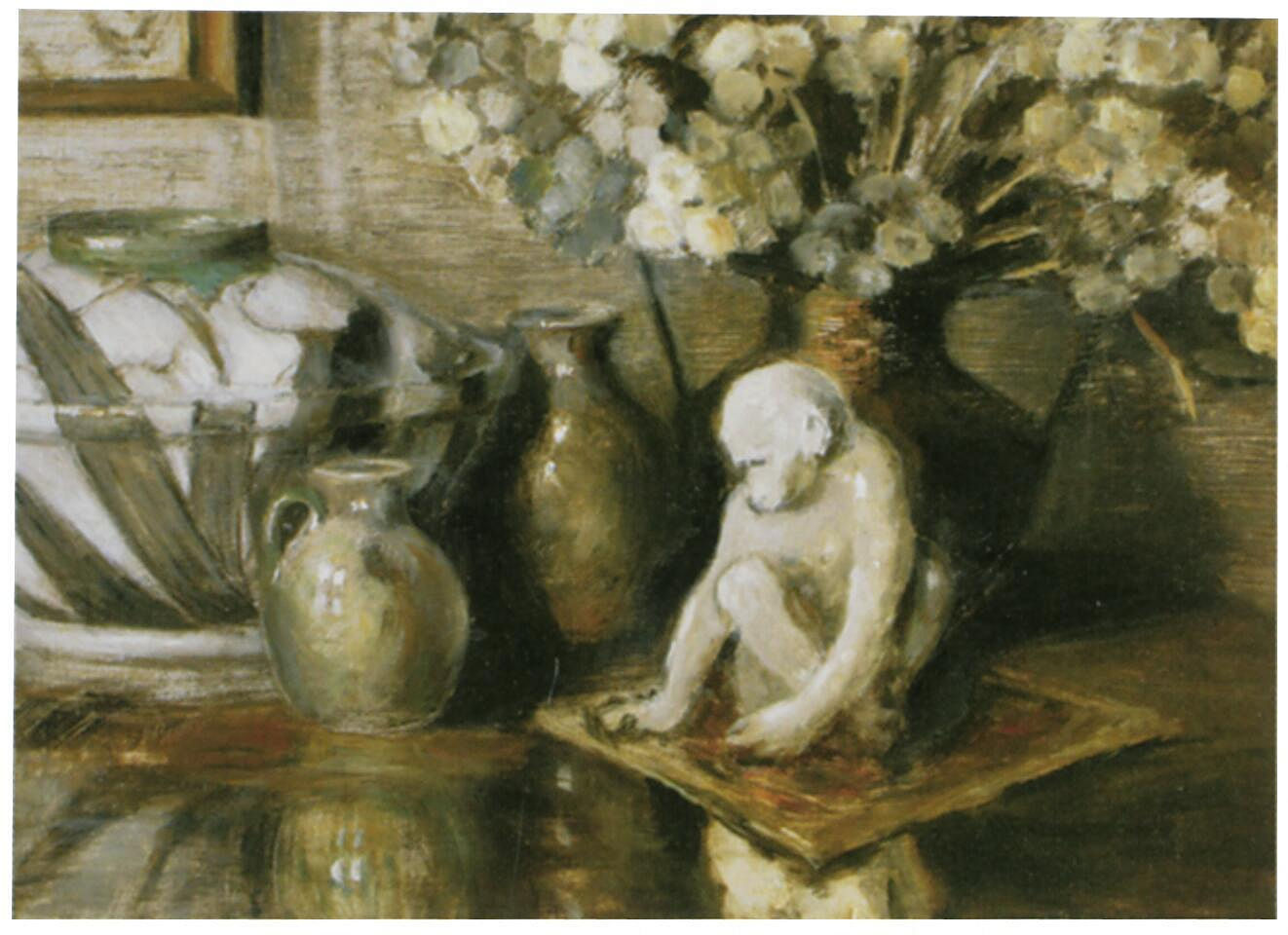
Het witte aapje, 1911
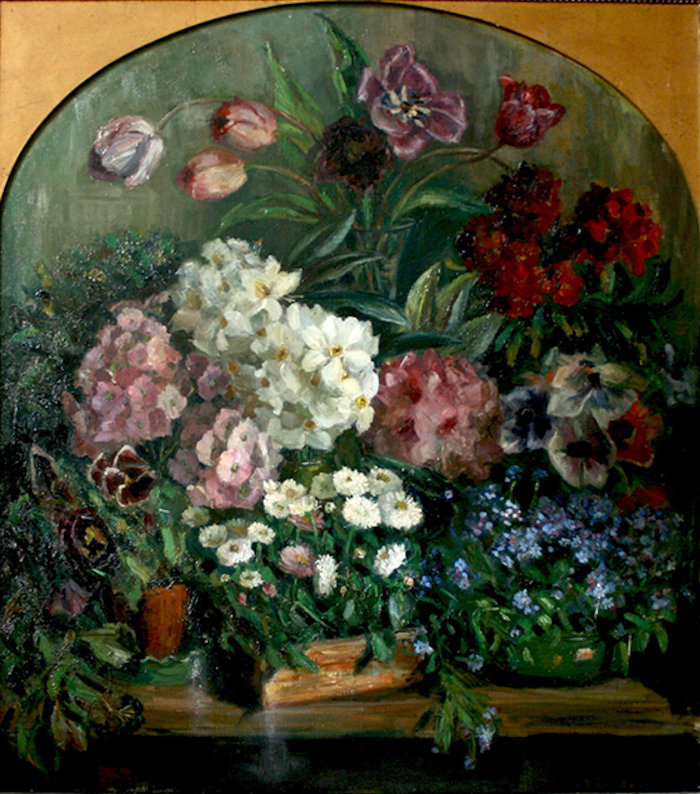
Bloemstilleven
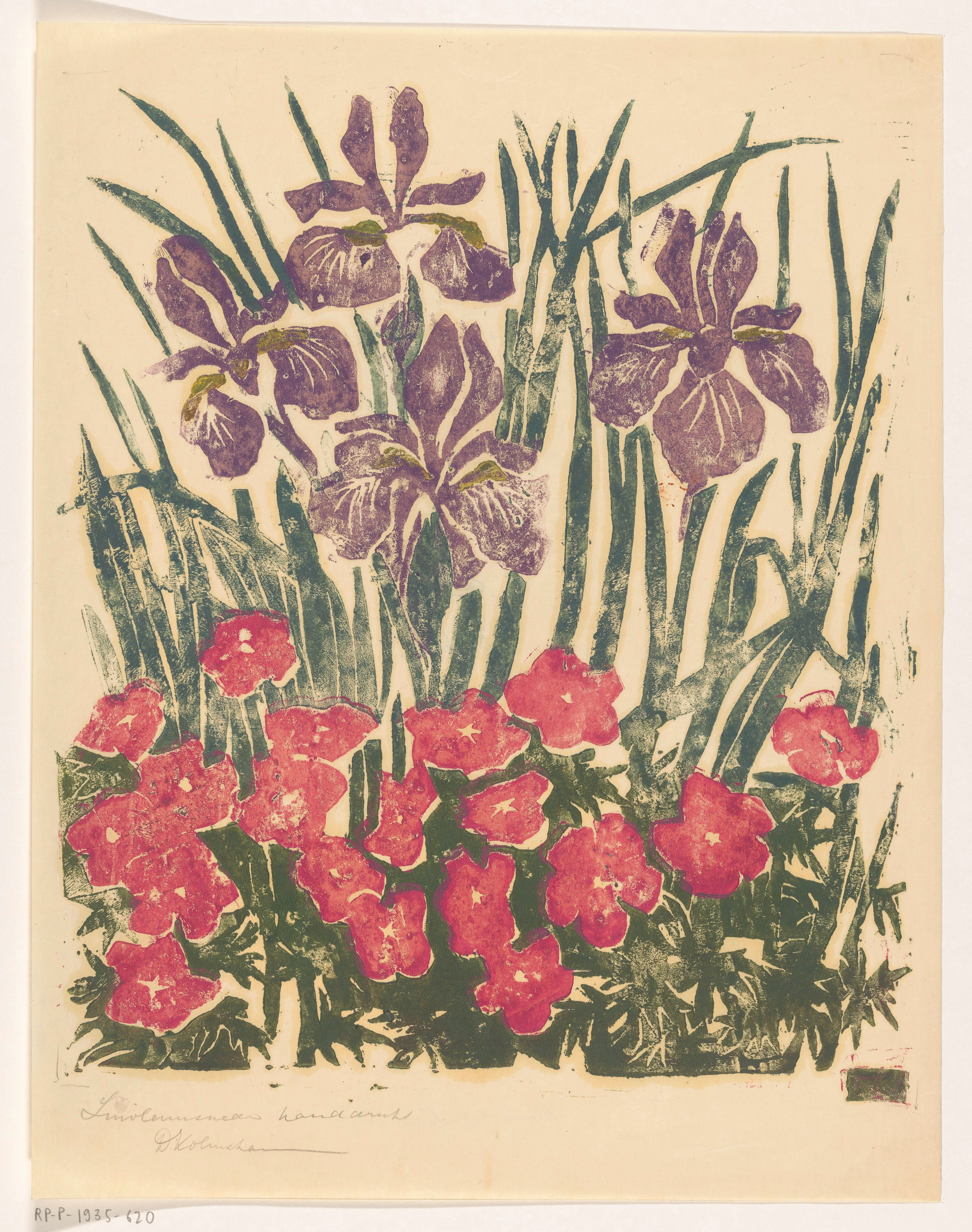
Lissen en andere bloemen

Pukjes droom, 1907
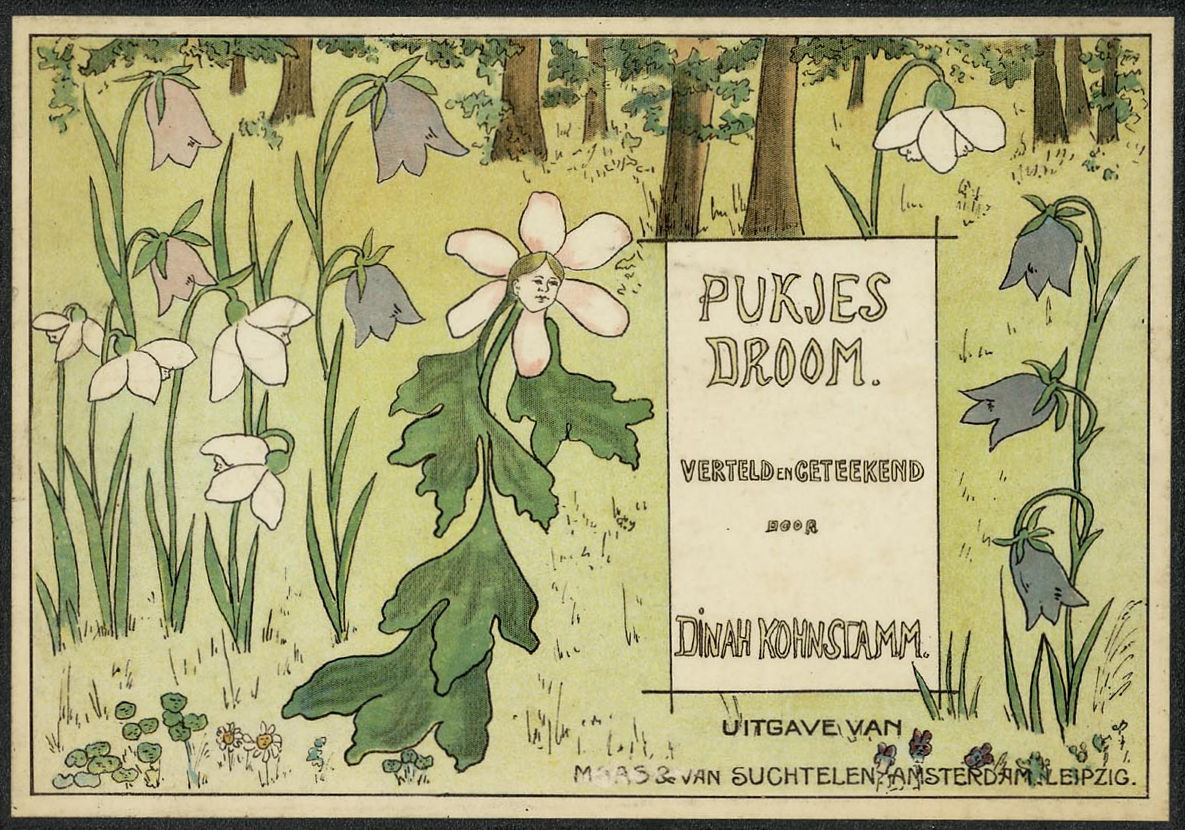
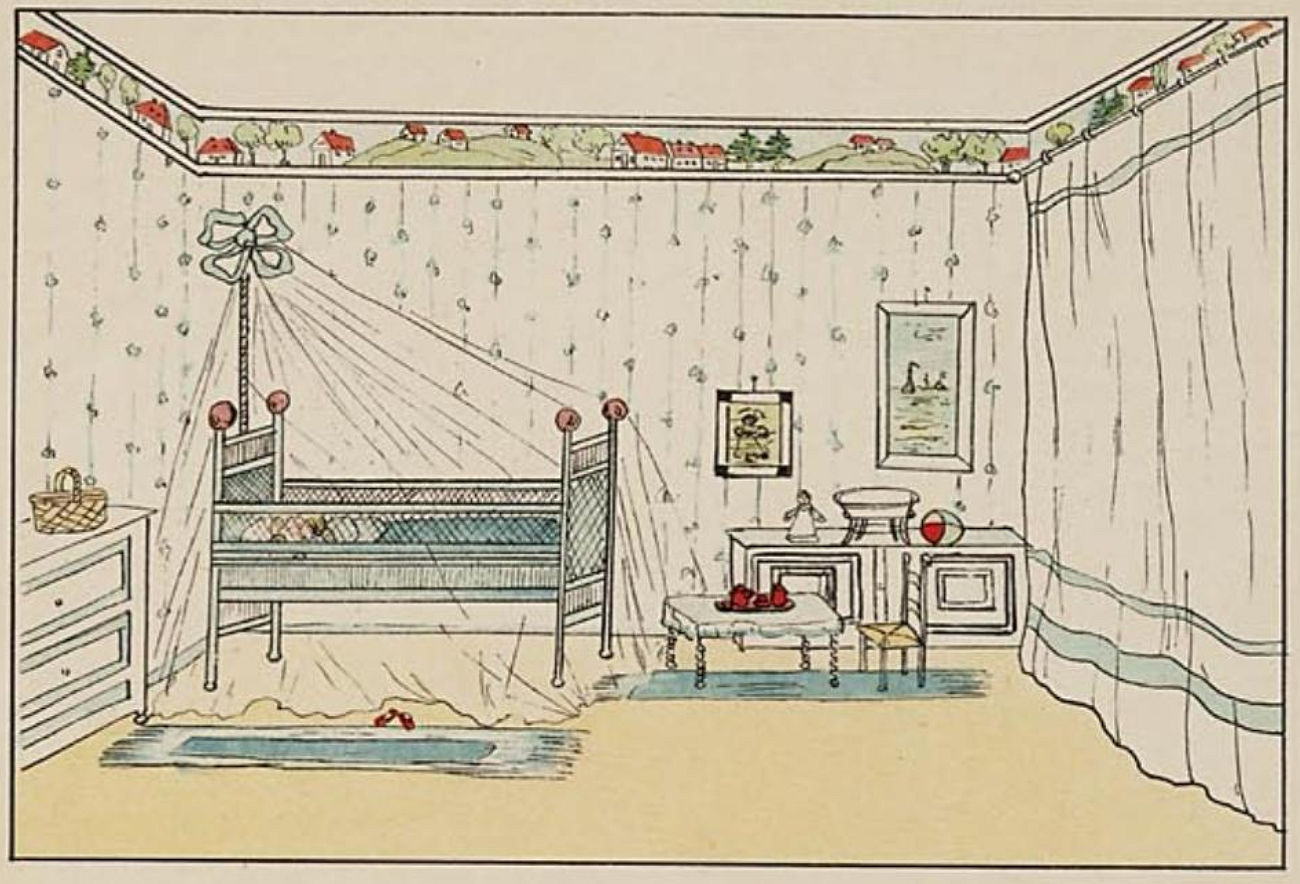
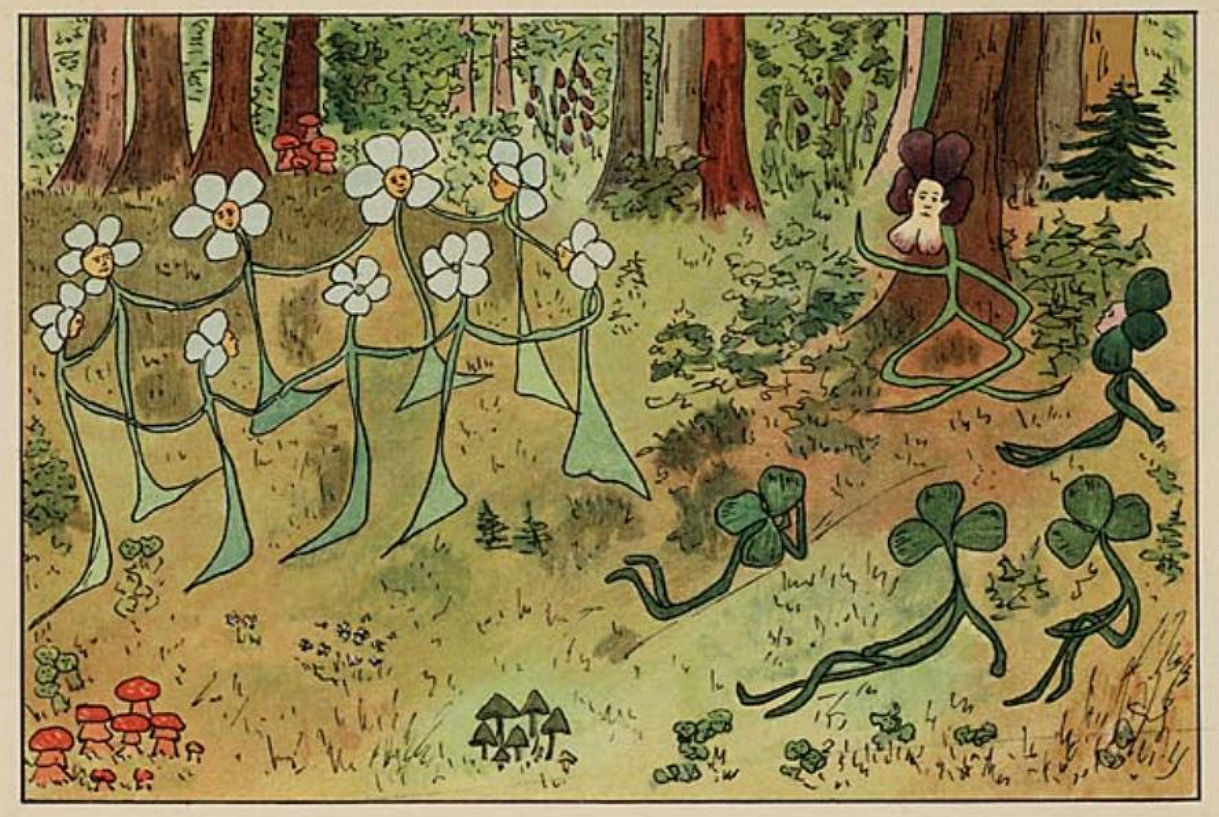
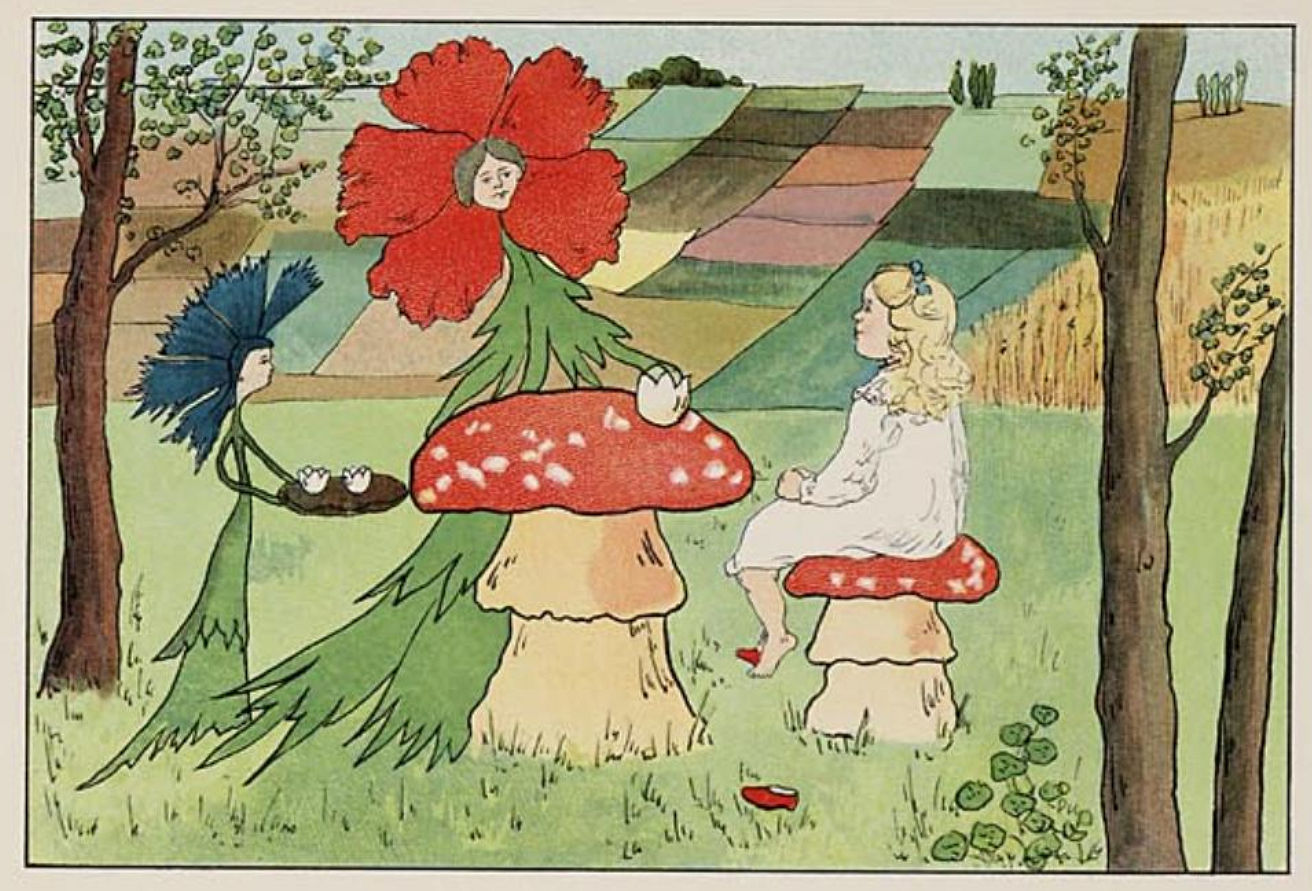

## Ausstellungen (Auswahl)
Neben den Ausstellungen der Künstlervereinigungen Arti et Amicitiae, Sint Lucas und De Onafhankelijken stellte Dinah Kohnstamm ihre Arbeiten ab 1919 auch bei der Nederlandsche Vereeniging voor Ambachts- en Nijverheidskunst (Niederländische Vereinigung für Handwerk und Industriekunst) sowie im Kunsthandel aus und verkaufte sie.
- 1907: 17e jaarlijksche tentoonstelling, Sint Lucas, Stedelijk Museum Amsterdam
- 1907: Stedelijke tentoonstelling van kunstwerken van levende meesters, Stedelijk Museum Amsterdam
- 1908: 18e jaarlijksche tentoonstelling van kunstwerken van leden der vereeniging, Sint Lucas, Stedelijk Museum Amsterdam
- 1909: 19de jaarlijksche tentoonstelling, Sint Lucas, Stedelijk Museum Amsterdam
- 1910: 20e jaarlijksche tentoonstelling van kunstwerken van leden der vereeniging, Sint Lucas, Stedelijk Museum Amsterdam
- 1911: 21ste jaarlijksche tentoonstelling, Sint Lucas, Stedelijk Museum Amsterdam
- 1911: Tentoonstelling van aquarellen, teekeningen, grafische kunsten en klein beeldhouwwerk van leden der vereeniging, Sint Lucas, Stedelijk Museum Amsterdam
- 1912: Tentoonstelling van schilderijen, aquarellen, teekeningen, aardewerk en andere kunstvoorwerpen welke zullen worden verloot ten bate van het volkssanatorium "Herema-State" te Joure, Stedelijk Museum Amsterdam
- 1912: Sint Lucas, Stedelijk Museum Amsterdam
- 1913: De Vrouw 1813–1913, Amsterdam
- 1913: 22ste Jaarlijksche tentoonstelling, Sint Lucas, Stedelijk Museum Amsterdam
- 1914: Kunstwerken door leden der maatschappij, Arti et Amicitiae, Amsterdam
- 1914: Drie en twintigste jaarlijksche tentoonstelling van kunstwerken door leden der vereeniging, Sint Lucas, Stedelijk Museum Amsterdam
- 1914: Werk van leden, Sint Lucas, Rembrandtplein 10, Amsterdam
- 1915: Nederlandsch steun-comité voor beeldende kunstenaren, Nederlandsch Steuncomité voor Beeldende Kunstenaars, Stedelijk Museum Amsterdam
- 1915: Vier en twintigste Jaarlijksche Tentoonstelling, Sint Lucas, Stedelijk Museum Amsterdam
- 1916: Vijf en twintigste jaarlijksche tentoonstelling van kunstwerken door leden der vereeniging, Sint Lucas, Stedelijk Museum Amsterdam
- 1916: Schilderijen van levende meesters, Kunstkring Den Bosch, ’s-Hertogenbosch
- 1916: Sint Lucas, Stedelijk Museum Amsterdam
- 1917: Tentoonstelling van teekeningen, aquarellen, pastellen, wit en zwart, grafische werken, beeldhouwwerk, benevens een afzonderlijke afdeeling "Het dier", door de leden der vereeniging, Sint Lucas, Stedelijk Museum Amsterdam
- 1918: Verkaufsausstellung, gemeinsam mit der Textilkünstlerin Lotte Korijn, Stedelijk Museum Amsterdam[3]
- 1919: Het Nationaal Zeemansfonds, Stedelijk Museum Amsterdam
- 1919: XIIIe tentoonstelling, De Onafhankelijken, Stedelijk Museum Amsterdam
- 1919: Jaarbeurs voor kunstnijverheid, Maatschappij voor Beeldende Kunsten, Stedelijk Museum Amsterdam
- 1921: De Onafhankelijken, Stedelijk Museum Amsterdam
- 1922: De Onafhankelijken, Stedelijk Museum Amsterdam
- 1924: De Onafhankelijken, Stedelijk Museum Amsterdam
- 1925: 26ste tentoonstelling met moderne Franschen, De Onafhankelijken, Stedelijk Museum Amsterdam
- 1925: Exposition internationale des arts décoratifs et industriels modernes, Paris
- 1926: De Onafhankelijken (+ Belgische schilders), De Onafhankelijken, Stedelijk Museum Amsterdam
- 1927: De Onafhankelijken, Stedelijk Museum Amsterdam
- 1927: De Onafhankelijken, Stedelijk Museum Amsterdam
- 1928: 32e tentoonstelling, De Onafhankelijken, Stedelijk Museum Amsterdam
- 1928: De Onafhankelijken, Stedelijk Museum Amsterdam
- 1932: Tentoonstelling van Nederlandsche Levende Kunstenaars, Nederlandsche Federatie van Beeldende Kunstenaars-Vereenigingen, Nederlandsche Kring van Beeldhouwers, Stedelijk Museum Amsterdam
- 1995: Gedenkausstellung Rebel, mijn hart: kunstenaars 1940-1945, Nationale Stichting Nieuwe Kerk Amsterdam, Nieuwe Kerk in Amsterdam[2]
- 2023: Dinah Kohnstamm, Noord-Veluws Museum, Nunspeet, Provinz Gelderland[8]